# Шлапак, Виктор Владимирович
Виктор Владимирович Шлапак (род. 28 декабря 1939 года, Киев) — украинский русскоязычный писатель: прозаик, поэт, драматург, киносценарист; критик, журналист. Основатель и главный редактор международного литературно-художественного журнала «Ренессанс» (с 1992 года), директор издательства «Киевский молодёжный центр „Поэзия“» (с 1992 года).
Член Ассоциации украинских писателей (1997), член Национального Союза журналистов Украины (2000), член Союза российских писателей (2005), член Союза русскоязычных писателей Болгарии (2015). Участник Форума русскоязычных писателей зарубежья Международной Ассоциации писательских союзов (2012). Лауреат литературной премии «Ветка Золотого каштана» Ассоциации украинских писателей (1998).

## Биография
Виктор Владимирович Шлапак родился 28 декабря 1939 года в Киеве. Окончил школу, служил в армии, работал на заводе и учился в Киевском университете им. Т. Г. Шевченко (филологический факультет, русская литература), окончив который в 1968 году, работал с 1968 по 1993 год преподавателем эстетики и русской литературы в профтехучилище.
С 1962 года начал печататься в периодической печати с поэтическими произведениями.

### Произведения
Проза
- «Несовременная повесть» (1992)
- Роман «Да или нет» (2000)
- Роман «Найти себя» (1998)
- Роман «Записки учителя» (2002), напечатан в 2014 году в американском журнале Ру.лит., в виде электронной книги — в издательстве Стрельбицкого (2016)
- Роман-эпопея «Свет упавшей звезды» (2004), в 2015 году издан на русском языке в Германии в издательстве YAM publishing
- Сборник рассказов «Я пасу овец» (2005)
- Повесть «Возмездие», опубликована в журнале «Нива» (2008)
- Путевые заметки «В Окно Европы — ЕС, туда и обратно…» (2012)
- Новелла «Что есть истина?» (2013), в сборнике «Русскоязычные писатели зарубежья»
- Педагогическая эпопея «Мой внук — американец» (2015—2016)

Поэзия
- Сборник стихотворений «Познание» (1993)
- Сборник стихотворений «И музыка, и борьба» (1993)
- Сборник стихотворений «В теченьи лет» (1997)
- Сборник стихотворений «АНТИ» (1998)
- Сборник стихотворений «Бедный мальчик» (2004)
- Сборник стихотворений «Разнолетье» (2010)

Драматургия
- Сборник пьес «Рай не горит» (1995)
- Пьесы, которые вышли отдельными книгами:

- «Юности честное зерцало» — историческая драма для современников, — приход к власти Екатерины с Федором Волковым (1998)
- «Суета сует» — о современности (2005)
- «Философ и царь» — историческая драма — об Александре Македонском и его учителе Аристотеле (2007)
- «Мне нравятся цветы» — современная драма (2008)

Киносценарии
- «Я — с ними» — историческая драма периода начала XX века (2000)
- «В соответствии с памятью» — современная драма с воспоминаниями главного героя о периоде Великой Отечественной войны (2004)

Критика
- «Эстетика критики» (1994)
- «Ай да Чехов, ай да…» (2006)
- «НЕНЕАРТ» (2010) и др.

## Семья
Женат, две дочери.